# Макинтош, Джеймс (гребец)
Джеймс Стюарт Макинтош (англ. James Stewart McIntosh; 9 августа 1930, Детройт, Мичиган — 24 февраля 2018) — американский гребец, выступавший за сборную США по академической гребле во второй половине 1950-х годов. Серебряный призёр летних Олимпийских игр в Мельбурне, обладатель бронзовой медали Панамериканских игр в Чикаго, победитель американского национального первенства.

## Биография
Джеймс Макинтош родился 9 августа 1930 года в Детройте, США. Учился в местной старшей школе, в Детройтском университете, одновременно с этим серьёзно занимался академической греблей в одном из клубов Детройта.
Наибольшего успеха в своей спортивной карьере добился в сезоне 1956 года, когда вошёл в основной состав американской национальной сборной и благодаря череде удачных выступлений удостоился права защищать честь страны на летних Олимпийских играх в Мельбурне. Будучи загребным в команде, куда также вошли гребцы Джон Уэлчли, Джон Маккинли и Арт Маккинли, занял в программе мужских распашных безрульных четвёрок второе место и завоевал тем самым серебряную олимпийскую медаль — в финале американский экипаж обошла только команда из Канады.
После мельбурнской Олимпиады Макинтош ещё в течение некоторого времени оставался в составе гребной команды США и продолжал принимать участие в различных гребных регатах. Так, в 1959 году он одержал победу в зачёте американского национального первенства по академической гребле в зачёте двоек. Вместе с Аланом Пьеро и рулевым Харви Кроллом завоевал бронзовую медаль в распашных рулевых двойках на домашних Панамериканских играх в Чикаго, уступив на финише командам из Уругвая и Аргентины.
В течение 30 лет работал инженером на испытательном полигоне компании General Motors в Милфорде.
Умер 24 февраля 2018 года в возрасте 87 лет.